# جيري كامبل
جيري كامبل (بالإنجليزية: Jerry Campbell)‏ هو لاعب كرة القدم الكندية أمريكي، ولد في 14 يوليو 1944 في بينغامتون في الولايات المتحدة، وتوفي في 9 أغسطس 2017 في تورونتو في كندا.